# Charlotte Wilder
Pour les articles homonymes, voir Wilder.
Charlotte Elizabeth Wilder, née le 28 août 1898 à Madison (Wisconsin) et morte le 26 mai 1980, est une universitaire et une poétesse américaine qui reçut le Shelley Memorial Award en 1937,.

## Famille et études
Charlotte, née le 28 août 1898 à Madison dans le Wisconsin, est la fille d'Isabella et d'Amos Parker Wilder, éditeur du Wisconsin State Journal. Le soutien de son père à la campagne présidentielle de Theodore Roosevelt, vaut à celui-ci un poste diplomatique et conduit la famille à Hong Kong, en 1906. Famille qui outre Charlotte et ses parents compte quatre autres enfants, l'aîné poète et théologien Amos (1895–1993), le dramaturge Thornton (1897–1975), l'écrivaine Isabel (1900-1995) et la zoologue Janet (1910-1994). Charlotte grandit à Madison, puis en Chine avant de revenir aux États-Unis, en 1912, à Berkeley en Californie.
Charlotte étudie la littérature anglaise au Mount Holyoke College où elle obtient son Bachelor of Arts, magna cum laude, en 1919. Elle poursuit son cursus universitaire au Radcliffe College où elle reçoit son Master of Arts en 1925.

## Carrière
Charlotte Wilder commence par enseigner l'anglais, pendant deux ans au Wheaton College de Norton dans le Massachusetts. Puis elle est professeur assistante d'anglais au Smith College, à Northampton, jusqu'en 1934. Wilder publie son premier poème, Of Persons Not Alive, dans le magazine Poetry, en mars 1932. En 1935, elle travaille pour le Federal Writers’ Project, un projet du gouvernement américain visant à soutenir les écrivains alors que la Grande Dépression frappe les États-Unis. Elle s'installe à New York où elle consacre son temps à l'écriture, publiant en 1936 son premier recueil, Phases of the moon. Son travail est récompensé, en 1937, par le Shelley Memorial Award, décerné par la Poetry Society of America. En 1941, Wilder est frappée par une grave dépression qui la contraint à vivre dans des institutions psychiatriques tout au long de sa vie.

## Œuvres citées dans cet article
- « Of Persons Not Alive », Poetry, v39 n6, mars 1932, (OCLC 4897527589)
- Phases of the moon, New York, Coward-McCann, Inc., 1936, (OCLC 485436)
- Mortal sequence, New York, Coward-McCann, inc., 1939, (OCLC 485447)